# El Ràfol de Salem
El Ràfol de Salem (en castellà i oficialment Ráfol de Salem) és un municipi del País Valencià a la comarca de la Vall d'Albaida.

## Geografia
El terme municipal, d'extensió reduïda, se situa en les costeres septentrionals de la Serra del Benicadell. El relleu està constituït per un glacis terciari que baixa de la serra perdent altura a mesura que s'aproxima cap al nord. Existix un sender de petit recorregut, el PR-CV 213, que conduïx des de la població fins al cim del Benicadell (1.104 msnm).
El seu clima és mediterrani, si bé està condicionat per lleugers trets de continentalitat.
Des de València, s'arriba al Ràfol de Salem a través de l'A-7 per a enllaçar amb la CV-40 i la CV-60 i finalitzar en la CV-614.

### Localitats limítrofes
El terme municipal limita amb les següents localitats: Beniatjar, Castelló de Rugat i Salem (Vall d'Albaida), totes elles a la Vall d'Albaida.

## Història
Les terres on se situa el municipi han sigut habitades des de la prehistòria, com ho demostren diverses restes ceràmiques trobades a la serreta del Ràfol. Tot i això, com a poble té l'origen en l'època musulmana, pel tipus de terres que allí es trobaven (argila). El lloc es va anomenar l'obrador d'argila que en àrab era conegut com a Raf-al-giz i els cristians Rafalgeps.

## Alcaldia
Des de 2011 l'alcaldessa del Ràfol de Salem és Carolina Mengual Cortell del Partit Popular (PP).
| Període                       | Alcalde o alcaldessa       | Partit polític | Data de possessió | Observacions |
| ----------------------------- | -------------------------- | -------------- | ----------------- | ------------ |
| 1979–1983                     | José Senabre Guillem       | UCD            | 19/04/1979        | --           |
| 1983–1987                     | Salvador Hernández Sánchez | AP-PDP-UL-UV   | 28/05/1983        | --           |
| 1987–1991                     | Salvador Hernández Sánchez | AP             | 30/06/1987        | --           |
| 1991–1995                     | José Senabre Guillem       | PP             | 15/06/1991        | --           |
| 1995–1999                     | José Senabre Guillem       | PP             | 17/06/1995        | --           |
| 1999–2003                     | José Senabre Guillem       | PP             | 03/07/1999        | --           |
| 2003–2007                     | José Senabre Guillem       | PP             | 14/06/2003        | --           |
| 2007–2011                     | José Senabre Guillem       | PP             | 16/06/2007        | --           |
| 2011–2015                     | Carolina Mengual Cortell   | PP             | 11/06/2011        | --           |
| 2015–2019                     | Carolina Mengual Cortell   | PP             | 13/06/2015        | --           |
| 2019-2023                     | Carolina Mengual Cortell   | PP             | 15/06/2019        | --           |
| Des de 2023                   | n/d                        | n/d            | 17/06/2023        | --           |
| Fonts: Generalitat Valenciana |                            |                |                   |              |

## Demografia
| 1990 | 1992 | 1994 | 1996 | 1998 | 2000 | 2002 | 2004 | 2005 | 2007 | 2008 | 2011 |
| ---- | ---- | ---- | ---- | ---- | ---- | ---- | ---- | ---- | ---- | ---- | ---- |
| 394  | 374  | 373  | 377  | 372  | 369  | 363  | 389  | 391  | 421  | 441  | 473  |

## Economia
La seua economia s'ha basat tradicionalment en l'agricultura (olivera i vinya) i en la indústria terrissera. Dins del cultiu de regadiu es cultiven dacsa, alfals, tabac i hortalissa. El secà, molt més ampli, es destina fonamentalment a vinya (per a vi i per a taula en la varietat Rosetti) i oliveres, l'oli de les quals s'elabora una cooperativa local. L'ametler ocupa des de fa anys una superfície considerable. La ramaderia manca d'importància.
Així mateix, en el seu terme existixen pedreres d'argila que han subministrat matèria primera a la indústria, que en els últims trenta anys ha patit una transformació per a centrar-se en la producció de teules, rajoles i altres materials ceràmics per a la construcció.

## Monuments
- Església Parroquial: Està dedicada a Nostra Senyora dels Àngels i va ser ampliada en 1760. Compta a més amb una ermita dedicada a Sant Blai.

- Molí de baix: Molí fariner del segle xviii que conserva la seua maquinària original. Restaurat en 2002, actualment s'utilitza com alberg per a visites i estades escolars.

- El museu de l'oli: Conserva tota la maquinària original per a l'elaboració de l'oli. Recentment s'ha ampliat la col·lecció de maquinària amb utensilis per a l'elaboració del torró. Es troba al costat del nou hostal rural.

## Festes locals
- Festes Patronals. Tenen lloc del 2 al 8 d'agost en honor del Diví Salvador.
- Festa en honor de Sant Blai. Tenen lloc el dia 3 de febrer, amb la representació del miracle de Sant Blai el diumenge anterior a la festivitat. Eixe dia es repartix el pa beneït a totes les persones que s'apropen a la localitat. Després de la Missa, durant tot el dia es canten els gojos en honor de Sant Blai, des de fa més de 50 anys. Durant el dia es realitzen diverses activitats, exposicions, tallers, jocs, mercat medieval, entre altres activitats.